# Metroid Dread
Metroid Dread er et action-eventyrspil udviklet af MercurySteam og Nintendo EPD for Nintendo Switch. Det foregår efter begivenhederne i Metroid Fusion (2002), og man kontrollerer Samus Aran, idet hun står overfor en ond robotlignende fjende på planeten ZDR.

## Ekstern henvisning
- Officiel hjemmeside